# Friedrich Lehmann (Fußballspieler)
Friedrich „Fritz“ Lehmann (* 10. März 1946 in Düsseldorf) ist ein ehemaliger deutscher Fußballspieler. Der Offensivspieler hat 1965 bis 1972 in der Fußball-Bundesliga elf Spiele mit zwei Torerfolgen, in den zweitklassigen West-, Süd- und Nord-Regionalligen insgesamt 91 Ligaspiele mit 18 Toren und zusätzlich noch 13 Spiele in der Bundesliga-Aufstiegsrunde mit drei Toren absolviert.

## Karriere
Lehmann schaffte den Sprung aus der Jugendabteilung von Fortuna Düsseldorf ins Regionalliga Team. Ab der Saison 1964/65 stand er im Kader der Elf von Trainer Kuno Klötzer. An den beiden letzten Spieltagen der Spielzeit kam er zu seinen ersten zwei Einsätzen. Fortuna wurde Dritter und verpasste die Aufstiegsrunde zur Bundesliga knapp, obwohl Mittelstürmer Peter Meyer in 30 Spielen 25 Tore erzielt hatte. Ein Jahr später, es war die Saison 1965/66, gewann die Fortuna vor Rot-Weiss Essen die Meisterschaft in der Weststaffel. Der Nachwuchsstürmer Lehmann hatte dazu in sechs Einsätzen an der Seite der jeweils 16-fachen Torschützen Waldemar Gerhardt, Reinhold Straus und Peter Meyer beigetragen. In der anschließenden Aufstiegsrunde setzen sich die Düsseldorfer gegen den FK Pirmasens, Hertha BSC und Kickers Offenbach durch. In der Saison 1966/67 kam Lehmann zu zwei Einsätzen. Fortuna wurde Vorletzter und stieg direkt wieder in die Regionalliga ab. Lehmann verließ die Fortuna uns schloss sich dem SV Wiesbaden an.
Wiesbaden war gerade in die Fußball-Regionalliga Süd aufgestiegen. Lehmann konnte sich mit dem Liganeuling nicht halten und stieg als Tabellenletzter ab. Persönlich hatte er sich aber mit seinen 13 Toren in allen 34 Ligaspielen bei den orange-blauen Rheinhessen auszeichnen können, so dass er aus der Bundesliga von Borussia Dortmund ein Vertragsangebot bekam und nach Westfalen wechselte. Für die Borussia absolvierte er 1968/69 unter den drei Trainern Oswald Pfau (bis 16. Dezember 1968), Helmut Schneider (17. Dezember 1968 bis 17. März 1969) und Hermann Lindemann neun Spiele und konnte sich zweimal als Torschütze an der Seite von Mitspielern wie Lothar Emmerich (12 Tore), Sigfried Held (acht Tore), Willi Neuberger (acht Tore) und Werner Weist (sieben Tore) auszeichnen. Damit trug er zum Klassenerhalt bei, die Borussia belegte den drittletzten Platz. Von Dortmund wechselte er nach Osnabrück zum VfL.
In seiner ersten Saison in der Regionalliga Nord, 1969/70, gelang Lehmann mit dem VfL der Gewinn der Meisterschaft und die damit verbundene Qualifikation zur Aufstiegsrunde zur Bundesliga. Er hatte für die Mannschaft von der Bremer Brücke 29 Ligaspiele absolviert und dabei an der Seite von Mitspielern wie Andreas Burose, Karl-August Tripp, Friedhelm Holtgrave, Herbert Schröder, Willi Mumme, Harald Braner, Carsten Baumann und Ulrich Kallius vier Tore erzielt. In der BL-Aufstiegsrunde absolvierte er sechs Spiele und erzielte ein Tor. Doch die Gegner Arminia Bielefeld, Karlsruher SC, der SV Alsenborn und Tennis Borussia Berlin waren zu stark. Der VfL wurde nach acht Spielen Fünfter und verblieb in der Regionalliga. In Lehmanns zweiter Spielzeit 1970/71 wurde vor dem FC St. Pauli wieder die Meisterschaft gewonnen. Er hatte in der Verbandsrunde im Spiel gegen Phönix Lübeck einen komplizierten Beinbruch und mehrere Bänderrisse erlitten und war dadurch fast die gesamte Runde ausgefallen. In der Aufstiegsrunde lief es diesmal besser, doch am Ende stieg der Meister der Weststaffel, der VfL Bochum auf, Osnabrück wurde Zweiter. Lehmann hat zwei Spiele ab der zweiten Halbzeit bestritten. In seinem dritten und letzten Jahr beim VfL, 1971/72, wurde zu Saisonende Platz zwei belegte und er gehörte wieder mit 19 Einsätzen (ein Tor) dem Stammspielerkreis an. Als Nord-Vizemeister war das Team für die Aufstiegsrunde qualifiziert. Auch diesmal wurde Platz zwei belegt, es reichte für Lehmann zum dritten Mal in Folge nicht zum Aufstieg in die Bundesliga. Lehmann hatte nochmals an der Seite von Mitspielern wie Werner Kamper, Jürgen Wohlgemuth, Volker Graul, Gerhard Elfert und Günter Karbowiak fünf Spiele bestritten und zwei Tore erzielt.
Der gelernte Bankkaufmann führte in seiner Osnabrücker Zeit einen Tabakwaren- und Zeitschriftengeschäft.
Im Sommer 1972 wechselte er zum FC 08 Villingen in das Amateurlager. Für Villingen schnürte er zwei Spielzeiten die Schuhe. Später zog es ihn wieder in den Osnabrücker Raum zurück und er war noch als Trainer im Amateurlager, beispielsweise in Dielingen und Bohmte, tätig.